# Liste des cathédrales de l'Eswatini
Cet article recense les cathédrales de l'Eswatini.

## Liste
| Cathédrale                            | Diocèse      | District | Ville   | Coordonnées                      | Illustration               |
| ------------------------------------- | ------------ | -------- | ------- | -------------------------------- | -------------------------- |
| Cathédrale Notre-Dame-de-l'Assomption | Manzini (en) | Manzini  | Manzini | 26° 30′ 02″ sud, 31° 22′ 39″ est | Image manquante Téléverser |